# Узынсу
Узынсу (каз. Ұзынсу, до 2006 года — Суворово) — село в Иртышском районе Павлодарской области Казахстана. Расположено в 219 км к северо-западу от областного центра — Павлодара и в 50 км к западу от районного центра — Иртышска. Административный центр Узунсуского сельского округа. Код КАТО — 554673100.

## История
Село Суворово было центральной усадьбой бывшего зернового совхоза «Суворовский», основанного в 1930 году на урочище Узынсу. В 1942 году совхоз был раукрупнён и из него выделили новый совхоз имени 25 лет Октября. В 1957 году в состав совхоза влились 2 колхоза — имени Чкалова и имени Чапаева.

## Население
В 1985 году в селе проживали 1376 человек. В 1999 году население села составляло 1713 человек (840 мужчин и 873 женщины). По данным переписи 2009 года, в селе проживало 686 человек (339 мужчин и 347 женщин).